# Bergsäng
Bergsäng è un'area urbana della Svezia situata nel comune di Hagfors, contea di Värmland.
 .